# Speakerine
 (mai 2025).
Si vous disposez d'ouvrages ou d'articles de référence ou si vous connaissez des sites web de qualité traitant du thème abordé ici, merci de compléter l'article en donnant les références utiles à sa vérifiabilité et en les liant à la section « Notes et références ».
Pour la série télévisée, voir Speakerine (série télévisée).
Speakerine et speaker au masculin ou plus rarement speakerin, terme élaboré dans les années 1950 à partir du verbe anglais to speak signifiant parler désigne un animateur dont la tâche consiste à présenter les programmes de télévision aux téléspectateurs, par sa présence directe et récurrente à l'antenne. Les speakerines font partie des figures emblématiques des débuts et du succès populaire de la télé entre 1949 et les années 1990 mais sont depuis presque systématiquement remplacées par des commentaires hors champ ou des séquences d'auto-promotion. En France, elles disparaissent en 1992 sur les chaînes historiques TF1 (12 janvier 1992) puis en 1993 sur France 2 et France 3. 
En Suisse sur la chaîne nationale francophone RTS, les speakerines sont maintenues jusqu'en septembre 2012 avec comme dernières représentantes Fatima Montandon, Patricia Mollet-Mercier, Kim Grootscholten, Nev'eda Tegin et Christophe Nançoz.
En Belgique les speakerines ont également disparu de l'écran, à l'exception de RTL-TVI où deux animatrices ont poursuivi leurs interventions à l'antenne jusqu'en 2024, représentant dès lors la dernière utilisation de speakerines dans les pays d'Europe sur des chaînes nationales généralistes.
Dans les pays anglo-saxons, plusieurs des principales chaînes britanniques continuent d'employer des speakerines ou des présentateurs masculins. Ces intervenants ne sont pas appelés speaker(ine)s mais continuity announcers. Ces présentatrices ou présentateurs peuvent intervenir à l'antenne par des commentaires hors image et sont généralement employés durant les transitions ou « bumpers » ou encore, notamment, lors du générique de fin des films ou des émissions.

## En France

### Historique
Les historiens de la télévision considèrent que les premières speakerines apparaissent dans les années 1930 lors d'expériences et de démonstrations de la télévision française. La secrétaire du président de la Compagnie des compteurs Suzanne Bridoux fait des essais devant une caméra le 14 avril 1931 dans le grand amphithéâtre de l'École supérieure d'électricité à Malakoff. 

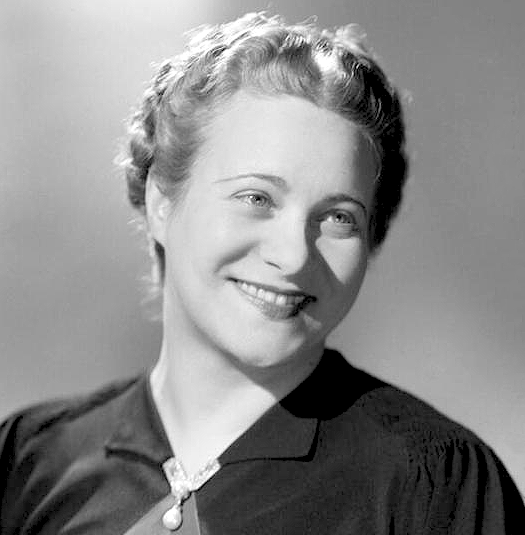
Béatrice Bretty en 1938 (Studio Harcourt).

La compagne du ministre des PTT Georges Mandel Béatrice Bretty (Béatrix Anne-Marie Bolchesi) raconte « à l'antenne » le 26 avril 1935 une tournée de la Comédie-Française à laquelle elle a participé en Italie comme membre dudit « Français ». Suzy Wincker (Suzanne Pauline van Kerckhoven) lance la première émission de télévision en « haute définition » (à 180 lignes) présentée depuis le ministère des Postes et Télégraphes rue de Grenelle à Paris le 18 novembre 1935 et diffusée dans un rayon de 100 kilomètres depuis la tour Eiffel qui sert d’antenne émettrice avec une puissance de 10 kW.
Un concours diffusé le 25 mai 1949 en direct dans la « petite lucarne » de la RTF fait de Jacqueline Joubert (Jacqueline Pierre) la première speakerine officielle et d'Arlette Accart sa « dauphine ». Mais la première « grande vedette » speakerine devient bientôt Catherine Langeais (Marie-Louise Terrasse), suivie plus tard des « téléspeakerines » Jacqueline Caurat, Jacqueline Huet ou Anne-Marie Peysson qui va coprésenter aussi Le Palmarès des chansons avec Guy Lux.
Les premières speakerines sont systématiquement assises sur une chaise lorsqu'elles interviennent à la télévision (« speakerines en bustes » autrement surnommées « femmes-troncs »). Outre l'annonce des programmes, les speakerines doivent aussi présenter les excuses de leur chaîne de télévision lorsqu'il se produit un problème technique qui empêche la (bonne) diffusion du programme prévu ou « fermer l'antenne » de ladite chaîne en soirée ou nuit en présentant le programme du lendemain et, dans certains pays, en relisant les dernières actualités de la journée en ces époques passées où les programmes s'interrompent systématiquement ou fréquemment la nuit, souvent remplacés par une mire silencieuse voire à fond sonore musical comme lors de pannes ou grèves. Elles sont de permanence dans les locaux de la chaîne (ou de l'office), et plus particulièrement dans une pièce où elles passent le temps (elles y mangent, lisent ou même tricotent). Elles interviennent au pied levé pour « prendre l'antenne » de manière policée à la demande de la chaîne, après un message du type : « Dans quelques instants, la suite de nos programmes ».
Il s'agit presque exclusivement de personnes de sexe féminin. La chaîne française de télévision à codage et péage Canal+ accentue d'ailleurs leur côté sexy voire pin-up, dans la foulée par exemple des coco-girls en petites tenues et autres playmates strip-teaseuses plus ou moins dénudées des émissions de Collaro & co sur TF1, avec des Miss Météo comédiennes aux physiques plus ou moins avantageux et de plus en plus souvent billettistes voire « humoristes ». 
Mais plus anciennement, la chaîne publique française Antenne 2 a utilisé les services de trois speakers masculins (appelés parfois aussi « speakerins ») qui se sont mués progressivement en présentateurs animateurs « d'antenne » : successivement Patrick Simpson-Jones, Lionel Cassan et Olivier Minne, engagés respectivement en 1981, 1982 et 1990. La chaîne M6 teste aussi vers mars 1987 des présentateurs de programmes femmes et hommes comme Charlotte Sciandra ou Jean-Marc Laurent ci-après qui anime(nt) par ailleurs deux jeux successifs sur la nouvelle chaîne.

### Liste de speakerines

#### RTFetORTF

##### Programme national de la première chaîne
- Arlette Accart (1949-1950)
- Jacqueline Alexandre (pendant la période estivale en 1970 et 1971)
- Sylvette Cabrisseau (pendant la période estivale en 1969)
- Jacqueline Caurat (1953-1975)
- Madeleine Constant (pendant la période estivale en 1973)[10], décédée en 1996[11]
- Évelyne Dhéliat (1969-1975) ;
- Denise Fabre (septembre 1971-1975)
- Simone Garnier (pendant la période estivale entre 1965 et 1968)
- Jacqueline Huet (1958-1975)
- Jacqueline Joubert (1949-1957)
- Catherine Langeais (1949-1971)
- Marianne Lecène (1956-1957)
- Évelyne Leclercq (pendant la période estivale en 1974)
- Martine Lepage (pendant la période estivale en 1974)
- Thérèse Liotard (pendant la période estivale en 1972)
- Noële Noblecourt (1961-1964)
- Jacqueline Monsigny
- Anne-Marie Peysson (pendant la période estivale entre 1958 et 1959, puis à plein temps de 1960 à 1968)
- Babette de Rozières
- Suzy Wincker (Suzanne Pauline van Kerckhoven) : au tout début de la télévision, pendant la période expérimentale des années 1930. Elle est considérée comme étant la première speakerine de la télévision française

##### Programme national de la deuxième chaîne
- Chantal Alban (fin 1963-1968)
- Sylvette Cabrisseau(1969-1971)
- Michèle Demai (Tomasini) (fin 1963- janvier 1975)
- Denise Fabre (fin 1963-septembre 1971)
- Catherine Langeais (septembre 1971-janvier 1975)
- Évelyne Leclercq (pendant la période estivale en 1973 et 1974)
- Renée Legrand (fin 1963- janvier 1975)
- Claudie Lemeret (mars  1971- janvier 1975)

##### Programmes des stations régionales
- Jacqueline Alexandre - station Rouen / Normandie (Seine-Maritime-Eure), à partir de 1964 (photo ci-référencée, supra/infra).
- Catherine Argence / Mme Catherine Lévy (née Bomsztain le 24 février 1947) - station Toulouse-Pyrénées, à partir de 1973 (homonyme de la femme politique Catherine Trautmann, dont Argence est quant à elle le nom de naissance).
- Danielle Askain - station Lyon 1966.
- Sylvette Cabrisseau supra, d'abord sur une /des chaînes locale(s) en Martinique (hors RTF / ORTF ?).
- Christine Carrel - station de Bordeaux - 1966.
- Arielle Cassim - station de Saint-Denis / Réunion.
- Régine Cellerier - station de Dijon - 1966.
- Monique Dader - station Toulouse-Pyrénées, à partir du 6 décembre 1963 (première télé-speakerine des décrochages quotidiens) jusqu'en 1970.
- Marie-Claude Decelle - station de Grenobles - 1966.
- Bernadette Deschamps - station de Dijon - 1966.
- Marie-Claude Deviègue - station de Lyon.
- Jacqueline Diverres - station Marseille / Provence fin des années 1960.
- Maïtou Donies - station Montpellier - 1966.
- Armelle Etoré - station Toulouse-Pyrénées, à partir de 1966 sur le journal local du "Quercy-Rouergue" puis sur la région Midi-Pyrénées.
- Jacqueline Farreyrol - station Saint-Denis / Réunion entre 1972 et 1990.
- Martine Floch - station de Rennes - 1966.
- Simone Garnier supra, d'abord sur la station RTF de Télé-Lyon
- Danièle Gilbert - station Clermont-Ferrand / Auvergne, à partir de 1964.
- Danielle Gouiffes - station de Caen - 1966.
- Maryvone Gouzerh - station Rennes / Bretagne, à partir de 1964[12]
- Michèle Goyer - station de Poitiers - 1966.
- Nicole Gunderman - station Lille / Nord-Pas-de-Calais, à partir d'avril 1950 (première speakerine régionale)
- Chantal Huet - Station Caen / Normandie (Calvados-Manche-Orne), à partir de 1966
- Micheline Jean - station Nancy - 1966.
- Christiane Jolivet - station de Limoges - 1966
- Annie Kerbrat - station Rennes / Bretagne, de 1964 (15 février) à 1976[12]
- Marie Kermarec / Mari Kermareg (br) - station Rennes / Bretagne (speakerine bilingue brezhoneg-galleg/breton-français), décédée le 6 novembre 2019 (photo plus récente, sur la page ci-référencée[13])
- Chantal Lauby - station Clermont-Ferrand / Auvergne, puis station Nice / Côte d'Azur.
- Caroline Lavalley - station de Caen - 1966
- Évelyne Leclercq supra & infra, d'abord sur la station régionale de l'ORTF-Nice
- Danielle Le Corre - station Nantes / Pays de Loire (Loire-Atlantique-Vendée-Choletais), à partir de 1964
- Renée Legrand supra & infra, d'abord sur la station régionale RTF d'Alsace (à Strasbourg ?)
- Martine Lepage - station Rennes / Bretagne, à partir de 1964, avant la première chaîne parisienne supra, puis TF1 infra
- Sabine Leveillé - station Le Mans - 1966
- Bernadette de Loriol - station Dijon / Bourgogne, à partir de 1965
- Chantal Mercier - station Dijon / Bourgogne, à partir de 1967
- Elsa Manet - station Strasbourg / Alsace, à partir de 1958
- Rozenn Milin - station Rennes / Bretagne (speakerine bilingue brezhoneg-galleg/breton-français)
- Agnès Michaux - station de Reims - 1966.
- Magguy Nithila - station Pointe-à-Pitre / Guadeloupe, à partir du 22 décembre 1964 (première speakerine antillaise).
- Sophie Nograbat - station de Lille - 1966.
- Marie-Lise Pagès - station de Clermont-Ferrand - 1966.
- Joëlle Pazian - station Toulouse-Pyrénées, à partir de 1971
- Solange Pergay - station Limoges / Limousin, à partir de 1965
- Anne-Marie Peysson supra, d'abord sur la station RTF Télé-Marseille
- Annie Poirel - stations Reims Champagne-Ardennes, fin des années 1970
- Christiane Rabiéga - station Lille / Nord-Pas-de-Calais, à partir de 1957
- Michèle Rodrigues Ely - station Marseille - 1967
- Babette de Rozières supra, d'abord sur une /des chaînes locale(s) en Guadeloupe (hors RTF / ORTF ?)
- Nathalie Saltchenko - station Marseille / Provence, à partir de 1954
- Dominique Sandrel - station Bordeaux / Aquitaine.
- Nathalie Sévère - station Le Mans - 1966.
- Christiane Vallé - station de Clermont-Ferrand - 1966.
- Arlette Varnier - station Nancy / Lorraine-Champagne, à partir d'avril 1964
- Anne Vial - station Marseille - 1966
- Gilette Wieber - station Besançon - 1966

#### TF1
- Claire Avril (Bavastro) (1978-1992)
- Thierry Beccaro
- Martine Bogé (1976-1977)
- Évelyne Dhéliat (1975-1992)
- Isabelle Duhamel (1985-1986)
- Fabienne Égal (1976-1992)
- Denise Fabre (1975-1992)
- Christine Frésia (1975-1976)
- Évelyne Leclercq (1975-1989)
- Martine Lepage (1976-1978)
- Nadia Samir (1985-1992)
- Carole Serrat (1986-1992)
- Denis Thuillier (1987)
- Carole Varenne (1980-1992)

Les speakerines ont donc disparu de l'antenne, de TF1 privatisée en 1987 mais aussi d'autres chaînes infra / supra, en 1992. Des comédiens en voix off leur succèdent, telles que, pour celles de la Une, présentement : 
- Jean-Luc Reichmann (1989-fin 1994, après de l'animation de radio sur de la bande FM toulousaine puis francilienne dès 1981... et avant sa première apparition à la télévision, d'abord régionale, dans les Actualités du 12-30 de France 3 Île-de-France, le 12 janvier 1994, et sa première apparition sur une chaîne nationale / parisienne  dans l'émission Ligne de mire, encore sur France 3, le 25 septembre 1994)
- Julie Bataille (1984-1993), Smicky (alias Eric Calixte) (1992-1995),
- Isabelle Benhadj (1989-2008), Solange du Part (1989-2003),
- Didier Gircourt (1984-1992),
- Benoît Allemane (1984-1994), Jean-François Devaux (1984-1995) et Yvan Le Moellic.

#### Antenne 2
- Gilette Aho (1982-1990) : 7 d'or de la meilleure speakerine en 1987
- Danielle Askain (1976-1983)
- Florianne Blitz (1990-1991)
- Lionel Cassan  (1985-1990)
- Catherine Ceylac (1980-1987)
- Martine Chardon (Été 1975, 1976-1982)
- Virginia Crespeau (1978-1989)
- Dorothée (1977-1983)
- Renée Legrand (1975)
- Claudie Lemeret (1975-1977)
- Patricia Lesieur (1982-1992)
- Michelle Maillet (1977-1981)
- Valérie Maurice (1985-1992)
- Annie Milon (1990-1991)
- Olivier Minne (1990-1992)
- Geneviève Moll[réf. souhaitée]
- Marie-Ange Nardi (1985-1990) : 7 d'or de la meilleure speakerine en 1988
- Brigitte Simonetta (1977-1980)
- Patrick Simpson-Jones (1981-1986)
- Marie Talon (1990-1991)
- Élisabeth Tordjman (1981-1986)

#### France 2
- Olivier Minne (1992-1993)

La dernière intervention sur France 2 a lieu en mars 1993.
Les comédiens voix suivants succèdent en tant que speakers / présentateurs des bandes annonces :
- Nicolas Rey
- Bianca Holst
- Danièle Douet
- Sylvie Bariol
- Emmanuelle Pailly
- Catherine Nullans
- Botum Dupuis
- Frédérique Courtadon
- Nikie Lescot
- Marc Chapiteau
- Pierre Alain de Garrigues
- Alain Dorval
- Pierre Hatet
- Carine Bokobza

- Arlène Tempier faisant le lien entre les émissions ou rubriques propres à chacune des différentes religions représentées dans Les Chemins de la foi chaque dimanche matin (2003-2019),
- après Martine Chardon ou Virginia Crespeau voire Agnès Vahramian jadis, sur Antenne 2 puis France 2, plus comme animatrices de « pieux débats » (sociétaux voire sociologiques sinon directement théologiques, souvent œcuméniques chrétiens voire orientaux, protestants ou/et catholiques) quant à elles trois.

#### FR3
Programme national
Les speakerines (ou speakerins) font leur apparition sur FR3 en 1986 et disparaîtront sur France 3 en 1993.
- Dominique Alban (1987-1992)
- Jean-Claude Aubé (1977-1987) : voix-off
- Joelle Boyadjian (1987-1992)
- Myriam Foss (1987-1992)
- Marie Fougeret
- Yza Lamoureux (1987-1992)
- Anne Lefébure (1975-1987) (voix off)
- Camille Marchand (1987-1992)
- Laurence Novée (1987-1992)
- Valérie Pascal (1987)
- Vincent Perrot (1986-1987)
- Eileen Thierry (1987-1992)
- Isabelle Wolfe (1987-1992)
- Nathalie You (1987-1992)

#### Autres chaînes françaises

##### Canal +
Davantage connue pour ses pin'up vintage d'éphémérides interludes ou ses plus prolixes miss météo très en verves référencées supra/infra, mais notons-y tout de même :
- Marie Christine Lux.
- Hélène Rodier.

##### La Cinq
La version italienne de la chaîne privée de Silvio Berlusconi, « Canale Cinque », est plutôt « réputée » en tout cas pour ses hôtesses plus ou moins déshabillées voire potiches et à paillettes (ayant pu inspirer les coco-girls voire play mates de Collaro sur TF1), à la différence des speakerines italiennes de la "RAI" listées plus loin.

##### France 5
Bertrand Chameroy « réhabilite » et incarne quelque temps vers 2020 à son tour, non sans nostalgie ni ironie ou humour : Le Speakerin (sic) d'une rubrique humoristique hebdomadaire du vendredi ainsi intitulée dans le talk show C à vous chapeauté par Anne-Élisabeth Lemoine et son équipe (2020-2021).

##### M6
- Charlotte Sciandra
- Laurent Boyer
- Amélie Bitoun
- Valérie Bègue
- Karine Ferri
- Sandra Lou
- Adeline Blondieau
- Marylène Bergmann
- Jean-Marc Laurent
- Non sans oublier Childéric, qui tint plus de l'animateur sur l'éphémère ancêtre TV6 de la chaîne vers fin 1986.

##### C8
Sans speakerines sinon des lectrices et lecteurs dans l'émission nocturne Voyage au bout de la nuit.

##### W9
- Olivia Nauthou

##### Paris Première
- Vincent Mc Doom

## Dans le monde, francophone voire au-delà

### Chaînes belges

#### RTBF
Le rôle de speakerine a été à l'écran de la RTBF jusqu'en 1993.
- Yves Boulanger
- Claudine Brasseur (de 1983 à 1991)
- Monique Delannoy (de 1963 à 1979)
- Nicole Grumiaux[16]
- Dominique Hendeles[17]
- Paule Herreman
- Janine Lambotte (fin des années 1950, début des années 1960) (c'est l'une des premières speakerines de la TV belge)
- Lisette Loze
- Philippe Luthers
- Micheline Michaël
- Monique Moinet (26 février 1930 - novembre 2010)
- Marie-Pierre Mouligneau
- Odette Paris[16]
- Bérangère Pascal (de 1957 à 1959)
- Sylvie Rigot (années 1980)
- Andrée Rollan (première speakerine belge, en 1953 ; cf. l'article INR)[18]
- Anne Sandri[16]
- Danielle Sornin de Leysat
- Sylvie, morte le 22 mars 2014
- Françoise Van De Moortel
- Hugues Vanlier
- Francine Vendel
- Arlette Vincent (fin des années 1950, et années 1960)
- Dominique Wathelet (entre 1980 et 1993)

#### RTL-TVI
RTL-TVI est la dernière chaîne en Europe à faire intervenir des speakerines, jusqu'en 2024.
- Sandrine Corman
- Sandrine Dans
- Émilie Dupuis
- Fanny Jandrain
- Myriam Lafare
- Eusébio Larréa
- Marie-Christine Maillard
- Sabine Mathus
- Sophie Pendeville
- Anouchka Sikorsky
- Julie Taton
- Nathalie Winden
- Agathe Lecaron
- Bérénice
- Virginie Efira
- Marylène Bergmann
- Olivier Minne
- Vanessa Dolmen
- Jill Vandermeulen
- Laura Beyne
- Fiona De Paoli

### Chaîne luxembourgeoise (RTL Télévision)
- Danièle Leconte en 1954 : dès l'inauguration de Télé Luxembourg, elle est la première image de Télé-Luxembourg...
- Mireille Delanoy en 1955 : elle a passé son casting au milieu du Grand Orchestre de RTL
- Marianne Thoma : du 8 janvier 1959 à fin 1963.
- Nicole Favard dès 1961 : elle également doublé au cinéma des voix comme celles de Mia Farrow.
- Sophie Hardy dès 1961 : elle sera licenciée après avoir prononcé à l'antenne le célèbre mot de Cambronne.
- Josiane Chêne dès 1963 : elle a également présenté le Grand Prix Eurovision en 1966
- Odette Paris dès 1965 : elle a ensuite travaillé pour Bel RTL en Belgique
- Martine Chad dès 1965 : elle a aussi joué au cinéma dans un rôle dans Hibernatus
- Françoise Triollet dès 1965 : elle a été également actrice et mannequin
- Mireille Sonnin dès 1965
- Valérie Périn dès 1965
- René Guitton dès 1966 : il a présenté des émissions sur RTL Radio puis a travaillé chez Carrère Productions
- Monita Derrieux dès 1967.
- Claudine Pelletier dès 1970 : elle a été animatrice d'émissions de télévision puis actrice de théâtre.
- Anna-Vera Ceccacci dès 1971 : elle présente les programmes de RTL Télévision jusqu'en 1982.
- Nadine Korzec dès 1971.
- Michèle Etzel dès 1972 : elle a présenté l'École Buissionnière sur RTL Télévision, puis a travaillé en Belgique sur RTL TVI.
- Marylène Bergmann dès 1979 : engagée à la suite d'un concours, elle a ensuite présenté le 40 minutes.
- Sophie Hecquet dès 1980 : elle a représenté Monaco au concours Eurovision de la chanson.
- Anoushka Sikorsky dès 1980 : elle a aussi présenté le Coffre-Fort sur RTL Télévision.
- Frédérique Ries dès 1980 : elle a également présenté le journal de RTL-TVI en Belgique
- Brigitte Mahaux dès 1983 : juriste. Elle a également produit l'émission Sur le pouce sur RTL Télévision.
- Kathia Smith dès 1987 : elle a ensuite travaillé au sein de l'équipe de RTL TV à Metz.
- Thierry Guillaume
- Jérôme Anthony
- Lara Julien dès 1990.
- Vanessa Dolmen
- Virginie Efira
- Sandrine Corman
- Valentine Arnaud
- Karine Ferri
- Sandra Lou
- Agathe Lecaron
- Claude Rappé

### Chaîne monégasque (Télé Monte-Carlo)
- Danielle Ask(a)in, (par ailleurs actrice non créditée - bien longtemps après dans les années 1980 - au générique du film Les saisons du plaisir).
- Carole Chabrier
- Mireille Delannoy
- Marie Dubois
- Denise Fabre (1961-1963)
- Frédéric Gérard
- Sophie Hecquet (1970-1979) : À noter qu'elle a aussi représenté Monaco au Concours Eurovision de la chanson en 1975.
- Noële Noblecourt

### Chaîne suisse (entre laTSRet laRTS)
- Kim Grootscholten
- Patricia Mollet-Mercier (depuis mai 2011)
- Fabrice Daurel
- Fatima Montandon
- Christophe Nançoz
- Nev'eda Tegin
- Olivier Grandjean
- Catherine Sommer
- Madeleine Stalder, décédée le mardi 6 novembre 2007 à Genève
- Dominique Schibli
- Lyliam Stambac
- Claudette Defaye-Cottagnoud
- Valérie Bovard
- Ilham Vuilloud, née le 24 février 1974
- Béatrice Chailline
- Raphaëlle Jeanmonod
- Claudia Mélanjoie-dit-Savoie
- Vanessa Hurst
- Annick Ray
- Florence Aellen
- Laurent Deshusses
- Sébastien Rey
- Iris Jimenez
- Barbara Mayer
- Catherine Muller
- Natalie Sbaï

### Télévision tunisienne (RTT)
- Saloua Ayachi, une des premières speakerines de la télévision tunisienne, en 1966 (morte en 2016)[20]
- Wahida Belhaj[20]
- Lilia Ben Dekhil[20]

### Télévision italienne (RAI)
- Marisa Borroni (Marisa Borroni (it), 1953-1961)
- Maria Teresa Ruta (1953-1958)
- Mariolina Cannuli (Mariolina Cannuli (it), 1961-1994)
- Aba Cercato (it) (1959-1983)
- Beatrice Cori (Beatrice Cori (it), 1977-1999)
- Emma Danieli (1954-1958)
- Laura Efrikian (1961-1965)
- Maria Giovanna Elmi (Maria Giovanna Elmi, 1968-1988)
- Peppi Franzelin (Peppi Franzelin (it), 1972-1981)
- Roberta Giusti (it) (1968-1985)
- Marina Morgan (it) (1975-2002)
- Nicoletta Orsomando, une des premières speakerines de la télévision italienne, (1953-1993)
- Maria Grazia Picchetti (it) (1961-1997)
- Rosanna Vaudetti (it) (1961-14 novembre 1998)
- Maria Teresa Ruta (Maria Teresa Ruta, nièce de la 2è supra, années 1980)

### Télévision allemande
- Gabriela Hellweg, dans les années 1950 à Cologne.

## Dans la fiction
- Outre tous les films où sont apparues plus ou moins fugacement des speakerines, souvent dans leur propre « rôle »,
- France 2 joue sur une fibre nostalgique en diffusant une mini-série télévisée française intitulée Speakerine, composée de six épisodes de 52 minutes, d'abord entre le 16 et le 30 avril 2018, réalisée par Laurent Tuel avec l'actrice belge Marie Gillain dans le « rôle-titre » ou encore le comédien Guillaume de Tonquédec, sur un scénario de Nicole Jamet, Véronique Lecharpy, Sylvain Saada, Valentine Milville et José Caltagirone (fiction rediffusée en février 2021 sur France 5).
- La veille de la journée internationale des droits des femmes du 8 mars 2021, Arte diffuse le court-métrage féministe allemand de et avec Christiane Gehner La speakerine (/ Programmhinweise, 1970, 10') qui est censé se situer avant la retransmission d’un championnat de patinage artistique à Grenoble et rappelle au passage aux jeunes filles ce qu’est l’émancipation de la femme (film court précédé de l'interview « contemporaine » d'un homme y ayant participé à l'époque)[21],[22].